# Municipio Tecámac
Koordinaten: 19° 43′ N, 98° 58′ W
Tecámac ist ein Municipio im mexikanischen Bundesstaat México. Es gehört zur Zona Metropolitana del Valle de México, der Metropolregion um Mexiko-Stadt. Der Sitz der Gemeinde ist Tecámac de Felipe Villanueva. Tecámac hatte im Jahr 2010 364.579 Einwohner, die Fläche des Municipios beträgt 137,4 km².

## Geographie
Tecámac liegt im Norden des Bundesstaates México, etwa 40 km nördlich von Mexiko-Stadt bzw. 100 km nordöstlich von Toluca de Lerdo, auf etwa 2300 m Höhe. Etwa 80 % der Gemeindefläche werden landwirtschaftlich genutzt.
Das Municipio Tecámac grenzt an die Municipios Zumpango, Temascalapa, Teotihuacán, Acolman, Morelos, Berriozábal, Jaltenco, Tonanitla und Nextlalpan sowie ans Municipio Tizayuca im Bundesstaat Hidalgo.

## Städte und Orte
Das Municipio Tecámac umfasst 45 Orte, davon sechs mit mehr als 10.000 Einwohnern.
Mit Abstand größte Stadt des Municipios ist Ojo de Agua mit über 200.000 Einwohnern, die nächstgrößeren Orte sind San Martín Azcatepec, Los Reyes Acozac, Santa María Ajoloapan, Tecámac de Felipe Villanueva, Fraccionamiento Social Progresivo Santo Tomás Chiconautla und San Pablo Tecalco.

## Flughafen Felipe Ángeles
Der Flughafen Felipe Ángeles befindet sich auf dem Gebiet der Muncipos Zumpango und Tecámac.